# UEFA-Koeffizient für Nationalmannschaften
Der UEFA-Koeffizient (offiziell „Koeffizientensystem für Nationalmannschaften“) ist ein Bewertungssystem für europäische Fußballnationalmannschaften. Er wird für die Einteilung in verschiedene Töpfe bei der Auslosung der EM-Qualifikation, der Europameisterschaftsendrunde sowie zukünftig der Nations League verwendet. Des Weiteren wird der UEFA-Koeffizient bei der EM-Gruppenphase als Reihungskriterium bei Punktegleichheit herangezogen, falls weder direktes Duell noch Tordifferenz eine Reihung ermöglichen.

## Bewertungssysteme

### Altes Bewertungssystem (bis EURO 2008)
Im alten System wurden zur Reihung lediglich die Ergebnisse der zwei vorangegangenen Qualifikationen herangezogen. Der Koeffizient entsprach dabei der im Mittel pro Spiel erhaltenen Punkte.
- Unterschiede zwischen altem und neuem Bewertungssystem:
  - Berücksichtigung der Endrunden
  - Bewertungsdauer
  - gewichtete Bewertung der Ergebnisse

Es ist zu beachten, dass die Fixpunkte pro Spiel keine Auswirkung auf den Koeffizienten haben, da die erspielten Punkte durch die Anzahl der Spiele geteilt werden. Sie dienen lediglich dazu, dass schlecht platzierte Nationen keinen negativen Koeffizienten besitzen. Dennoch ist ein negativer Koeffizient theoretisch möglich: Verlorene Spiele mit mehr als 20 Toren Unterschied ergeben eine negative Punktezahl.

### Aktuelles Bewertungssystem
Als Bewertungsgrundlage dienen alle Länderspiele europäischer Nationalmannschaften bei den Qualifikationswettbewerben (einschließlich Entscheidungsspielen) und Endrunden der UEFA Fußball-Europameisterschaft und der FIFA Fußball-Weltmeisterschaft. Im Gegensatz zur FIFA-Weltrangliste spielt die Stärke des Gegners bei der Berechnung keine Rolle.
Die Rangliste bezieht sich dabei immer auf die vorangegangenen 2,5 Zyklen, wobei ein Zyklus jeweils Qualifikation und Endrunde eines Turnieres bildet.
Für die Qualifikation zur EURO 2012 wurden also WM 2006 (Qualifikation und Endrunde), EM 2008 (Qualifikation und Endrunde) sowie die Qualifikation zur WM 2010 berücksichtigt. Da die Auslosung für die Qualifikation einer Europameisterschaft vor der Endrunde der vorherigen Weltmeisterschaft stattfindet, kann deren Endrunde keine Berücksichtigung finden.
Für die Endrunde zur EURO 2012 wurden dann die EM 2008 (Qualifikation und Endrunde), die WM 2010 (Qualifikation und Endrunde) und die Qualifikation zur EM 2012 berücksichtigt.

#### Punktevergabe
Punkte werden für jedes im Rahmen der Wettbewerbe absolvierte Spiel gegeben. Dabei gibt es folgende Punkteverteilung:
- Jedes absolvierte Spiel gibt 10.000 Punkte.
- Ein Sieg in der regulären Spielzeit oder der Verlängerung gibt weitere 30.000, ein Unentschieden 10.000 Punkte.
- Jedes Tor gibt 501 Punkte, für jedes Gegentor werden 500 abgezogen.
- Ein Sieg im Elfmeterschießen (Entscheidungsspiele oder KO-Runde) gibt weitere 10.000 Punkte (also bekommt das Siegerteam 20.000 das unterlegene Team 10.000 Punkte). Im Rahmen des Elfmeterschießens erzielte Treffer geben keine Punkte.

Beispiel: Team A - Team B 4:1
- Team A: 10.000 (Spiel) + 30.000 (Sieg) + 2004 (4 Tore) - 500 (1 Gegentor) = 41.504 Punkte
- Team B: 10.000 (Spiel) + 501 (Tor) - 2000 (Gegentore) = 8.501 Punkte

Da die Gegner im Rahmen der Endrunden im Mittel stärker sind als in der Qualifikation, gibt es zusätzliche Bonuspunkte (unabhängig vom Spielergebnis):
- Entscheidungsspiele der Qualifikation: jedes Team + 6.000 Punkte
- Gruppenspiele: EM + 9.000, WM + 6.000 Punkte
- Achtelfinale: + 9.000 Punkte
- Viertelfinale: + 18.000 Punkte
- Halbfinale: + 28.000 Punkte
- Finale: + 38.000 Punkte
- Spiel um Platz 3: + 18.000 Punkte (nur WM)

Die Finalisten der Welt- oder Europameisterschaft erhalten also 93.000 Bonuspunkte aus der KO-Runde.

#### Berechnung des Koeffizienten
Die im Rahmen eines Zyklus erzielten Punkte werden durch die Gesamtzahl der im Zyklus absolvierten Spiele geteilt und auf volle Punkte auf- bzw. abgerundet.
Kürzer zurückliegende Ergebnisse werden stärker bewertet. Der zurückliegende halbe Zyklus und der letzte volle Zyklus erhalten jeweils den Faktor 2, der länger zurückliegende volle Zyklus den Faktor 1. Die gewichteten Koeffizienten werden addiert und durch die Summe der Faktoren geteilt (also in der Regel 5). Das Ergebnis wird wiederum auf ganze Punktzahl gerundet. Der so ermittelte Koeffizient wird nun zur Rangfolgenermittlung verwendet.
Bei Verbänden, die nicht an allen berücksichtigten Zyklen teilgenommen haben, werden nur die absolvierten Zyklen mit den Gewichtsfaktoren berücksichtigt - z. B. Montenegro, das mit der Qualifikation zur WM 2010 das 1. Mal beteiligt war.
Verbände, die in den letzten beiden vollen Zyklen eine Endrunde ausgerichtet und nicht an der Qualifikation teilgenommen haben, zählt stattdessen die Qualifikation des vorangegangenen Zyklus.
Verbände, die eine bevorstehende Endrunde ausrichten, errechnen den Koeffizienten nur anhand der beiden letzten vollen Zyklen.
Beispielrechnung:
Im Folgenden wird der UEFA-Koeffizient für Deutschland zur Endrunde der EURO 2012 berechnet. Hierfür werden die Spiele aus der Qualifikation zur EURO 2012 sowie der Qualifikationen und der Endrunden der WM 2010 und EURO 2008 berücksichtigt.
Die Gesamtpunktzahl jedes (Halb-)Zyklus lässt sich bestimmen, indem man die Anzahlen aus jeder Wertungskategorie (wie Spiele, Tore, Finalteilnahmen) bestimmt und dann mit dem Punktwert der entsprechenden Kategorie multipliziert und diese Produkte dann aufaddiert.
Bei der Endrunde der EM 2008 hat Deutschland, wie unten stehender Tabelle zu entnehmen ist, 6 Spiele absolviert, davon 4 gewonnen; drei der Spiele waren Gruppenspiele, jeweils eines ein Viertel-, Halb- und Finalspiel. Dabei wurden 10 Tore geschossen und 7 Gegentore mussten hingenommen werden.
Die Punktzahl für die Endrunde der EM 2008 für Deutschland ist daher
{\displaystyle \underbrace {6\cdot 10.000} _{\text{Spiele}}+\underbrace {4\cdot 30.000} _{\text{Siege}}+\underbrace {3\cdot 9.000} _{\text{Gruppen-Spiele}}+\underbrace {1\cdot 18.000} _{\text{Viertelfinale}}+\underbrace {1\cdot 28.000} _{\text{Halbfinale}}+\underbrace {1\cdot 38.000} _{\text{Finale}}+\underbrace {10\cdot 501} _{\text{Tore}}-\underbrace {7\cdot 500} _{\text{Gegentore}}=292.510.}
|        | Zyklus                 | EURO 2008     | EURO 2008 | WM 2010       | WM 2010  | EURO 2012     |
| Punkte | Kategorien\Halbzyklus  | Qualifikation | Endrunde  | Qualifikation | Endrunde | Qualifikation |
| ------ | ---------------------- | ------------- | --------- | ------------- | -------- | ------------- |
| 10.000 | Spiele                 | 12            | 6         | 10            | 7        | 10            |
| 30.000 | Siege                  | 8             | 4         | 8             | 5        | 10            |
| 10.000 | Unentschieden          | 3             | 0         | 2             | 0        | 0             |
| 10.000 | Siege i. E.            | 0             | 0         | 0             | 0        | 0             |
| 501    | Tore                   | 35            | 10        | 26            | 16       | 34            |
| –500   | Gegentore              | 7             | 7         | 5             | 5        | 7             |
| 6.000  | PlayOffs/WM-Gruppe     | –             | –         | 0             | 3        | 0             |
| 9.000  | EM-Gruppe/WM-Achtelf.  | –             | 3         | –             | 1        | –             |
| 18.000 | Viertelfinale/3. Platz | –             | 1         | –             | 2        | –             |
| 28.000 | Halbfinale             | –             | 1         | –             | 1        | –             |
| 38.000 | Finale                 | –             | 1         | –             | 0        | –             |
|        | Punkte Halbzyklus      | 404.035       | 292.510   | 370.526       | 316.516  | 413.534       |
|        | Punkte Zyklus          | 696.545       | 696.545   | 687.042       | 687.042  | 413.534       |
|        | Koeffizient Zyklus     | 38.697        | 38.697    | 40.414        | 40.414   | 41.353        |
|        | Gewichtung Zyklus      | 20 %          | 20 %      | 40 %          | 40 %     | 40 %          |
|        | UEFA-Koeffizient       | 40.446        | 40.446    | 40.446        | 40.446   | 40.446        |

Auf dieselbe Weise wird die Punktzahl für die anderen vier Halbzyklen ausgerechnet. Den Koeffizienten für einen Zyklus erhält man dann, indem man die Punktzahlen der beiden Halbzyklen addiert und durch die Summe der Spiele teilt, also für den Zyklus EURO 2008:
{\displaystyle {\frac {\overbrace {404.035} ^{\text{Punkte Quali}}+\overbrace {292.510} ^{\text{Punkte Endrunde}}}{\underbrace {12} _{\text{Spiele Quali}}+\underbrace {6} _{\text{Spiele Endrunde}}}}={\frac {696.545}{18}}\approx 38.697.}
Schließlich werden die so ermittelten Koeffizienten der Zyklen gewichtet, so dass die jüngeren Ergebnisse einen höheren Einfluss haben als die älteren:
{\displaystyle \underbrace {20\,\%\cdot 38.697} _{\text{EURO 2008 (Q+E)}}+\underbrace {40\,\%\cdot 40.414} _{\text{WM 2010 (Q+E)}}+\underbrace {40\,\%\cdot 41.353} _{\text{EURO 2012 Quali}}\approx 40.446.}
Der UEFA-Koeffizient für Deutschland vor der Endrunde der EURO 2012 ist also 40.446.

## Ranglisten

### Europameisterschaft 2016

#### Auslosung zur Qualifikation
Stand: 31. Dezember 2013
| Platz | Land                    | Punkte |
| ----- | ----------------------- | ------ |
| 1     | Spanien                 | 42.158 |
| 2     | Deutschland             | 41.366 |
| 3     | Niederlande             | 38.541 |
| 4     | Italien                 | 35.343 |
| 5     | England                 | 34.885 |
| 6     | Portugal                | 34.314 |
| 7     | Griechenland            | 33.540 |
| 8     | Russland                | 32.946 |
| 9     | Bosnien und Herzegowina | 31.416 |
| 10    | Ukraine                 | 31.156 |

#### Auslosung zur Endrunde
Stand: 13. Oktober 2015
| Platz | Land        | Punkte |
| ----- | ----------- | ------ |
| 1     | Deutschland | 40.236 |
| 2     | Spanien     | 37.962 |
| 3     | England     | 35.963 |
| 4     | Portugal    | 35.138 |
| 5     | Belgien     | 34.442 |
| 6     | Italien     | 34.345 |
| 7     | Niederlande | 33.679 |
| 8     | Frankreich  | 33.599 |
| 9     | Russland    | 31.345 |
| 10    | Schweiz     | 31.254 |

### Europameisterschaft 2012

#### Auslosung zur Qualifikation
Stand: 19. November 2009
| Platz | Land         | Punkte |
| ----- | ------------ | ------ |
| 1     | Spanien      | 39.964 |
| 2     | Deutschland  | 38.294 |
| 3     | Niederlande  | 37.821 |
| 4     | Italien      | 35.838 |
| 5     | England      | 34.819 |
| 6     | Kroatien     | 33.677 |
| 7     | Portugal     | 33.226 |
| 8     | Frankreich   | 32.551 |
| 9     | Russland     | 32.477 |
| 10    | Griechenland | 31.268 |

#### Auslosung zur Endrunde
Stand: 16. November 2011
| Platz | Land         | Punkte |
| ----- | ------------ | ------ |
| 1     | Spanien      | 43.116 |
| 2     | Niederlande  | 40.860 |
| 3     | Deutschland  | 40.446 |
| 4     | Italien      | 34.357 |
| 5     | England      | 33.563 |
| 6     | Russland     | 33.212 |
| 7     | Kroatien     | 33.003 |
| 8     | Griechenland | 32.455 |
| 9     | Portugal     | 31.717 |
| 10    | Schweden     | 31.675 |

Anm.: Da die Europameisterschaft 2012 mit Polen und der Ukraine von zwei Gastgeberländern ausgetragen wurde, war bei vier Endrundengruppen neben dem Titelverteidiger Spanien nur eine weitere Nationalmannschaft der UEFA-Rangliste als Gruppenkopf gesetzt.